# 炸弹 (图标)

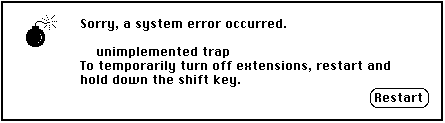
System 7 时代的Mac OS系统错误警报。这些是常见的景象，由于操作界面上的重启键经常无法使用，故当时Mac 用户经常在附近放一个回形针以重启电脑。

炸弹图标（💣）在计算中有几种不同的应用，通常表示致命系统错误。

## 在计算机领域

### Mac OS
Mac OS 中的炸弹图标是由苏珊·凯尔设计的規約符號，当Classic Mac OS发生崩溃且系统认为无法恢复时，该标志会显示在系统错误对话框中。由于Classic Mac OS几乎没有提供内存保护，因此单个应用程序的崩溃通常会导致整个系统瘫痪。
炸弹符号于1984年首次出现在初代Macintosh上。通常，崩溃的原因（含错误代码）会显示在对话框中。某些情况下用户可以使用“恢复”键关闭对话框并强制退出问题程序，但大多数情况用户必须重启电脑。最初，除非正在运行的程序为操作系统提供了允许恢复的代码，否则恢复按钮将无法使用。随着System 7的出现，如果操作系统认为它可以处理恢复，将弹出一个正常的错误对话框并强制退出应用程序。这得益于Classic Mac OS，它使用保护页提供了一些防止堆损坏的保护；如果应用程序崩溃并且应用程序的堆已损坏，则可以将其丢弃。
调试器程序MacsBug有时甚至被终端用户用来进行基本错误恢复（虽通常不可靠），并且可以用于故障排除（就像Unix内核错误或Windows NT蓝屏死机的输出一样）。Mac OS Classic炸弹对话框经常因为提供无用信息而受到用户的嘲笑（这为Macintosh团队有意为之）。错误代码旨在包含在发送给开发人员的错误报告中。
在MacOS X中，由于该版的系统架构较Classic Mac OS存在巨大差异，故应用程序崩溃一般不会导致整个系统崩溃。内核错误界面（在旧版本中覆盖屏幕上的文本，或在较新版本中简化为重新启动消息）取代炸弹符号，但由于系统架构完全不同，故较少出现。Mac OS X虽已弃用炸弹符号，但Xcode中的Bomb.app测试应用程序，专门用于触发非致命崩溃，并再度使用炸弹符号作为图标。
在早期MacOS中，显示“炸弹对话框”的系统调用称为DSError（Deep Shit）。 由于原名带有污秽词汇，故更名“系统错误管理器”（英語：System Error Manager）。

### 雅达利 ST TOS

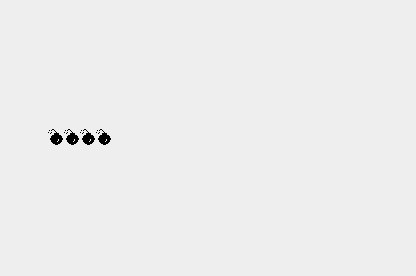
在雅达利ST上，四颗炸弹表示发生系统错误“非法指令”。

基于TOS的系统（例如雅達利ST） ，使用一排炸弹来表示系统发生的严重系统错误。显示的炸弹数量揭示了有关已发生错误的信息。错误（或作异常）信息由摩托罗拉68000微处理器报告。 TOS的第一个版本使用蘑菇云。 
- 1 颗炸弹：重置，初始 PC2
- 2颗炸弹：总线错误
- 3颗炸弹：地址错误
- 4颗炸弹：非法指令
- 5颗炸弹：除以零
- 6颗炸弹：CHK指令
- 7颗炸弹：TRAPV指令
- 8颗炸弹：违反特权
- 9颗炸弹：追踪
- 10颗炸弹：Line 010模拟器
- 11颗炸弹：1111线模拟器
- 12–13颗炸弹：保留
- 14颗炸弹：格式错误
- 15颗炸弹：未初始化的中断向量
- 16–23颗枚炸弹：保留
- 24颗炸弹：虚假中断
- 25颗炸弹：1 级中断自动矢量
- 26颗炸弹：2 级中断自动矢量
- 27颗炸弹：3 级中断自动矢量
- 28颗炸弹：4 级中断自动矢量
- 29颗炸弹：5 级中断自动矢量
- 30颗炸弹：6 级中断自动矢量
- 31颗炸弹：7 级中断自动矢量
- 32–47颗炸弹：陷阱指令向量
- 48–63颗炸弹：保留
- 64–255颗炸弹：用户中断向量[4]

### 统一码
炸弹符号被添加到Unicode6.0中的杂项符号和象形文字区块中，编码是U+1F4A3 💣 BOMB